# Загадай собі минуле
«Загадай собі минуле» — радянський художній фільм 1979 року, знятий режисером Анваром Тураєвим на кіностудії «Таджикфільм».

## Сюжет
Головний інженер іригаційного будівництва Салім Пулатов сміливо бере на себе вирішення гострого виробничого питання, але не може розібратися у своїх взаєминах із дружиною.

## У ролях
- Анаїт Топчян — Асал
- Шухрат Іргашев — Салім
- Ато Мухамеджанов — роль другого плану
- Наталія Бражникова — Дорохова
- Нозукмо Шомансурова — роль другого плану

## Знімальна група
- Режисер — Анвар Тураєв
- Сценарист — Леонід Махкамов
- Оператор — Олександр Шабатаєв
- Композитор — Геннадій Александров
- Художник — Володимир Салімов